# 第三四一海軍航空隊
第三四一海軍航空隊（だい341かいぐんこうくうたい）は、日本海軍の部隊の一つ。絶対国防圏防衛の主力戦闘機隊として、太平洋戦争終盤に最前線で護衛・迎撃・戦闘行動に従事した。通称「獅子部隊」。
なお、本稿では、三四一空と同様に紫電隊として編成されたものの、紫電の調達ができずに解散した第三四五海軍航空隊・第三六一海軍航空隊も合わせて述べる。

## 沿革
紫電の制式採用を想定して編成された唯一の紫電隊。当初想定していたマリアナ諸島の戦いには参加できず、フィリピンを巡る捷号作戦に投入された。
1943年11月15日松山飛行場で開隊、第一航空艦隊直轄となる。定数は紫電36機(ただし調達が間に合わず零式艦上戦闘機で代用）。12月5日笠之原飛行場へ進出。
1944年1月14日館山飛行場へ移動。1月18日紫電3機調達。2月1日第一航空艦隊第六十一航空戦隊を新編、76機に定数増加。3月1日戦闘第四〇一飛行隊に改編。以後、館山で慣熟訓練に従事（紫電の調達遅れ）。6月12日「あ号作戦」発動。零戦13機でテニアン島に向け出撃、硫黄島に到着。6月15日硫黄島に空襲警報発令、11機で迎撃。ヘルキャットと交戦し16機撃墜報告、8機喪失。テニアン進出を断念し、要員は館山に帰還。7月10日第二航空艦隊に編入。紫電96機に増強、半数は明治飛行場に進出。8月31日館山残留隊、高雄岡山飛行場に進出。9月下旬明治派遣隊、宮崎飛行場に進出。10月12日台湾に敵機動部隊来襲、25機で迎撃。14機喪失、稼動機は8機に減少。宮崎派遣隊、小禄飛行場に進出。10月14日台湾沖航空戦勃発、小禄派遣隊23機・岡山派遣隊40機出撃。10月22日24機でルソン島クラーク飛行場に進出。
10月23日フィリピン沖海戦勃発、出撃するが会敵せず。10月24日第二五二海軍航空隊・第二二一海軍航空隊と同一行動。21機出撃。ヘルキャット7機撃墜を報告、9機喪失。10月28日二航艦と共同でレイテ島タクロバンを6機で攻撃、三四一空は損害なし。10月29日クラークに敵戦闘機隊来襲、28機喪失。稼動機15機に減少。12月7日第8次多号作戦参加艦艇を11機で護衛、会敵せず。神風特別攻撃隊・第五桜井隊を護衛、3機喪失。12月11日第9次多号作戦参加艦艇を4機で護衛、会敵せず。12月14日神風特別攻撃隊・第五金剛隊を護衛、三四一空は損害なし。12月15日神風特別攻撃隊・第九金剛隊を12機で護衛、2機喪失。12月16日神風特別攻撃隊・第十一金剛隊を護衛、三四一空は被害なし。12月14日敵機動部隊、ルソン島全土を爆撃、稼動機4機に減少。
10月末に神風特攻隊が始まると、341空でも舟木司令は艦隊司令部の打診に従って、特攻隊員を選抜して壮行会を開き送り出した。
消耗続きで1945年1月3日紫電13機が本土より追加到着するが、1月4日クラーク飛行場にムスタング襲来、機銃掃射で紫電8機全損。稼動機払底。台湾で三四三空の再編要員として台湾・沖縄方面の航空戦に参加した。また、台湾に残った地上要員は、そのまま台湾を拠点とする各航空隊の地上要員に編入された。フィリピンに残った地上要員はルソン島の戦いに巻き込まれ、終戦まで絶望的な地上戦を強いられた。舟木司令もフィリピンで戦病死した。一方、搭乗員は、他の航空隊搭乗員と1月フィリピンを脱出、2月10日飛行隊が第三四三海軍航空隊に編入された。
地上要員のみで名目上の部隊となる。3月1日松山飛行場で解散式。残存搭乗員は17名。全員三四三空に編入。
主力機種
- 零式艦上戦闘機…紫電調達までの練成・実戦用機
- 紫電…外地進出以降の主力戦闘機

歴代司令
- 小笠原章一 中佐：昭和18年11月15日 -
- 岡村基春 大佐：昭和19年5月2日 -
- 舟木忠夫 中佐：昭和19年10月1日 - 昭和20年3月1日解隊 ※地上戦で戦病死。

## 第三四五海軍航空隊
紫電の制式採用を想定して編制した2個目の局地戦闘機隊。しかし紫電の量産は一向に進捗せず、代用機の零戦52型が主体となった。通称「光部隊」。
昭和19年1月15日、松山を原隊として鳴尾飛行場で開隊し、第一航空艦隊直轄となった。紫電72機を定数としたが、調達が間に合わず零式艦上戦闘機で代用した。昭和19年5月頃にようやく紫電を調達し、明治飛行場で訓練に従事した。一方、零戦練成隊は鳴尾に残留して実用機訓練を続行した。紫電はおろか零戦も不足し、稼動機が10機を超えることも困難で、6月の段階で零戦3・紫電3の稼動が精一杯であった。あ号作戦失敗後の再編により、実戦投入の機会なく昭和19年7月10日解隊した。飛行機隊はそのまま戦闘第四〇二飛行隊に改変され三四一空の指揮下に編入された。
全期間にわたって立見孝六郎司令（中佐）が統率。

## 第三六一海軍航空隊
紫電の制式採用を想定して編成した3個目の局地戦闘機隊。しかし紫電の量産は一向に進捗せず、零戦隊に変更のうえ編成された。通称「晃部隊」。
昭和19年3月15日、鹿児島飛行場で開隊し、第一航空艦隊第六十二航空戦隊に編入された。紫電48機を定数としたが、遂に1機も調達できず、5月15日をもって零戦隊に転換された。その零戦も最新の52型を調達できず、旧式化した21型をかき集めたもので、稼働率は低かった。作戦行動は東号作戦で8機を関東地区に派遣したのみで、あ号作戦失敗後の再編により昭和19年7月10日解散した。
全期間にわたって榊原喜与二司令（少佐）が統率。